# Station Hinckley
Hinckley is een spoorwegstation van National Rail in Hinckley, Hinckley and Bosworth in Engeland. Het station is eigendom van Network Rail en wordt beheerd door East Midlands Railway. 